# Zula Pogorzelska
Zula Pogorzelska (1896 – 10 de febrero de 1936) fue una actriz cinematográfica y de cabaret de origen polaco. Fue la primera artista polaca en interpretar el charlestón en su tierra, lo que hizo con el cabaret Pod sukienką en 1926. 

## Biografía
Su verdadero nombre era Zofia Pogorzelska y nació en Eupatoria, Imperio ruso, actualmente parte de Ucrania, en el seno de una familia de origen polaco, en la época de las Particiones de Polonia. Siguió estudios en Eupatoria, pero al mismo tiempo recibió lecciones de voz e interpretación que le impartía su madre. Durante la Primera Guerra Mundial viajó por Crimea con un programa teatral propio. Tras la revolución rusa, se repatrió a la recién independizada Polonia. 
Pogorzelska se encontraba en Varsovia en 1918, y debutó en el Teatro Bagatela de Cracovia el 7 de mayo de 1919. Pronto llegó a ser la estrella de los cabarets más populares del momento, como Qui Pro Quo, Perskie Oko, Morskie Oko, y Cyganeria. El público apreciaba su manera descarada de interpretar las canciones, muchas de las cuales fueron escritas por el poeta y humorista polaco Marian Hemar. Favorita de los espectadores polacos, fue conocida por el apodo de la Mistinguett polaca. Más adelante, como una experimentada artista de cabaret, inició su carrera en el cine, siendo muy aplaudida en la capital.
En 1934 enfermó a causa de una dolencia de la médula espinal, viéndose forzada a abandonar el teatro. Tras un prolongado tiempo enferma, falleció en un sanatorio en Vilnius. Fue enterrada en el Cementerio Powązki de Varsovia.
Pogorzelska había estado casada con el popular artista cinematográfico y de cabaret Konrad Tom.

## Filmografía
- Gorączka złotego (1926)
- Niebezpieczny romans (1930)
- Bezimienni bohaterowie (1932)
- Sto metrów miłości (1932)
- Ułani, ułani, chłopcy malowani (1932)
- Dvanáct křesel (1933)
- Romeo i Julcia (1933)
- Zabawka (1933)
- Love, Cherish, Respect (1934)[2]